# Al Rex

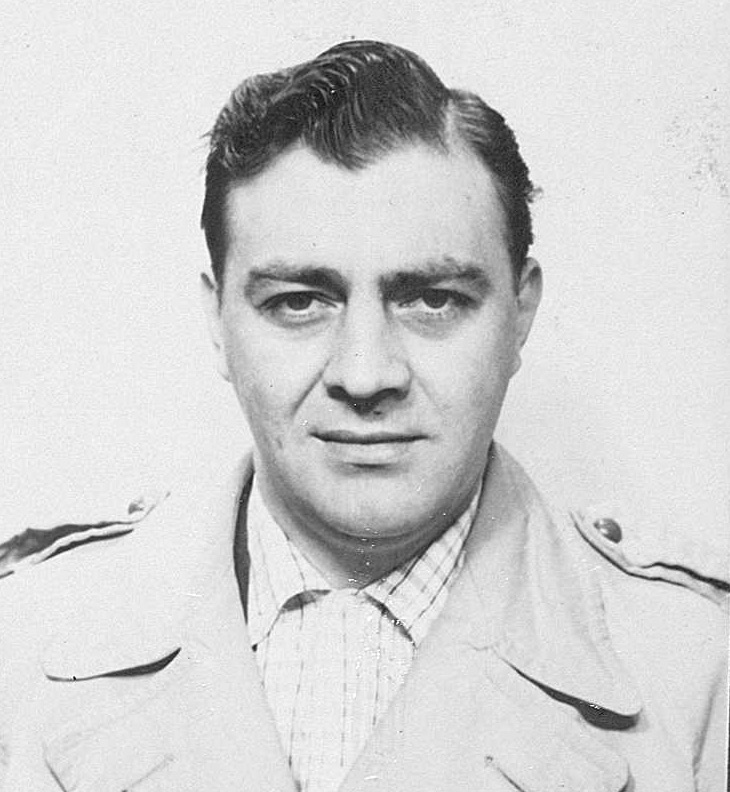
Al Rex (1958)

Al Rex (* 13. Juli 1928 als Albert Piccarelli; † 24. Mai 2020 in Jeffersonville, Pennsylvania) war ein US-amerikanischer Country-, Rockabilly- und Rock-’n’-Roll-Musiker. Rex war Mitglied in Bill Haleys Saddlemen und ab 1955 bei Haleys Comets, hatte aber auch eine Solo-Karriere.

## Leben
Über Al Rex’ bürgerlichen Nachnamen gibt es verschiedene Auffassungen – während von vielen Quellen „Piccarelli“ angegeben wird, nennen Bill Turner und Alex Frazier-Harrison „Picirilli“ als seinen richtigen Namen. Rex hatte auch einen Bruder, Joe, der 1949 und 1950 mit den Saddlemen spielte und auch auf einer Session anwesend war.

### Frühe Karriere in Philadelphia
Al Rex war während seiner Karriere vor allem als Musiker rund um Philadelphia aktiv. Bereits seit den späten 1940er-Jahren waren er und Bill Haley „alte Bekannte“, man kannte sich von diversen Auftritten in und um Philadelphia. Er war mit dabei, als Bill Haley, Johnny Grande und Billy Williamson im Dezember 1949 in „Luke’s Musical Bar“ in Chester die Saddlemen gründeten und bereits ein gutes Jahr später stieg Rex auch aktiv ein – er löste „Big“ Al Thompson als Bassisten ab, der aufgrund seiner enormen Körperfülle diesen Part auf der Bühne nicht mehr zur Zufriedenheit von Haley und den anderen Bandmitgliedern ausfüllen konnte.
Al Rex war einer der ersten Bassisten, die die Slap-Technik in der Country-Musik, im Rockabilly und später auch im Rock ’n’ Roll als regelmäßiges Stilmittel verwendeten. Im Mai 1951 bearbeiteten Haley und die Saddlemen als eine der ersten weißen Musiker eine Coverversion eines schwarzen R&B-Künstlers – sie gaben Jackie Brenstons Hit Rocket 88 mehr Drive und einen stärkeren Rhythmus und erstmals ist deutlich Rex’ Slap-Technik am Bass auf Schallplatte zu hören. Somit kann Al Rex ohne weiteres als ein Pionier dieser Technik innerhalb der „weißen Musikszene“ bezeichnet werden. Bei afroamerikanischen Bands war die Slap-Technik bereits seit Ende der 1920er-Jahre vertreten, Country-Musiker gebrauchten jedoch nur äußerst selten dieses perkussive Stilmittel. Während auf den Schallplatten nur Haley als Sänger zu hören ist, übernahm auf Bühnenauftritten auch Rex manchmal den Gesangspart oder wirkte als Komiker.
Einige Monate nach der Aufnahme von Rocket 88 verließ Rex die Gruppe, um eine eigene Band zu gründen und weiterhin auch als Gesangssolist aufzutreten. Er übernahm gleichzeitig Bill Haleys Radioshow auf WPWA in Chester. Ein Jahr später nahm er eine Schallplatte für Arcade Records, dem Label in der Region, auf.

### Mit den Comets
Als im September 1955 die Comets Marshall Lytle Joey Ambrose und Dick Richards Bill Haley den Rücken kehrten, war Al Rex der erste, der von Bill Haley angesprochen wurde und als Bassist Marshall Lytle ersetzte. Bill Haley war zu diesem Zeitpunkt nach dem Siegeszug des Songs Rock Around the Clock der erfolgreichste Musiker in den Staaten. Rex hatte in der Zwischenzeit neben seinen Engagements mit seiner Band und als Solokünstler auch Musikstücke geschrieben. Zusammen mit Haley trat Rex in den Columbia-Filmen Rock Around The Clock (Außer Rand und Band) und Don’t Knock The Rock (Außer Rand und Band II) auf und war von Anfang 1956 bis zum Sommer 1958 auf allen Tourneen des Ensembles dabei. Seine Studiokarriere mit Bill Haley & His Comets begann am 22. September 1955 im Pythian Temple, New York, mit den erfolgreichen DECCA-Hits R-O-C-K und Rock-A-Beatin' Boogie, sie endete an gleicher Stelle am 18. Juni 1958 mit den Titeln Sweet Sue, Just You und Charmaine.
1957 schrieb Rex für den Sänger und ehemaligen Saddlemen-Mitglied Lou Graham den Song Wee Willie Brown, der von Graham für Bill Haleys Label Clymax Records aufgenommen wurde. Rex spielte bei dieser Session sowie bei Better Believe It der Kingsmen Bass.

### Spätere Karriere
Im Sommer 1958 verließ Al Rex Bill Haley & His Comets verärgert und frustriert. Die goldenen Zeiten in den Staaten waren für die Haley-Band bereits vorbei und das Haley-Management ließ immer öfter die Musiker auf ihre Gage warten. Darüber hinaus bestand Rex’ Ehefrau darauf, dass er nach den vielen Tourneen endlich wieder zu Hause einen regulären Job aufnahm. So war er auch nicht mehr dabei, als im Herbst 1958 Bill Haley als erster Rock-’n’-Roll-Star zu einer Europa-Tournee aufbrach, bei der es bei den Konzerten zu schweren Ausschreitungen, u. a. in Berlin und Hamburg, kam. Sein Nachfolger in der Band wurde Rudy Pompillis Cousin Al Pompilli.
Al Rex nahm in der Folge für Arcade Hydrogen Bomb und I Gotta Go auf, diese Titel verschwanden aber in den Regalen Arcades und erblickten erst 1978 zum ersten und bis jetzt einzigen Mal das Licht der Welt, als sie auf den Rollercoaster-LPs Rockaphilly! und The Return of Rockaphilly veröffentlicht wurden. Rex selbst trat weiterhin auf und verbrachte die 1960er-Jahre vor allem als Studiomusiker für Arcade. In den späten 1970er-Jahren leitete Rex eine Band namens Al Rex and the Sound of Haley’s Comets. Später, Anfang der 1990er-Jahre, arbeitete Rex mit an der Haley-Biographie Sound and Glory.
Al Rex lebte in der Umgebung von Philadelphia/Chester und starb am 24. Mai 2020 im Alter von 91 Jahren in Jeffersonville.

## Diskografie
| Jahr                    | Titel                                             | Label #    |
| ----------------------- | ------------------------------------------------- | ---------- |
| 1952                    | Paid in Full / Wandering Blues                    | Arcade 107 |
| 1963                    | Mollie Darling / Within This Broken Heart of Mine | Arcade 175 |
| Unveröffentlichte Titel |                                                   |            |
| 1958                    | Hydrogen Bomb                                     | Arcade     |
| 1959                    | I Gotta Go                                        | Arcade     |